# Engildeo
Engildeo, o Engeldeo (fl. 878-895), fu prefetto di Baviera (marchese) dall'890 all'895 e margravio di Nordgau dall'880 circa all'895.

## Biografia
Il primo riferimento a Engildeo risale al 3 dicembre 878, quando era già comes (conte), poiché in quella data il re Carlomanno di Baviera concesse la terra nel pagus del "Tonageuue" nella contea di Engildeo a un sacerdote di nome Iob. Nel 889 il re Arnolfo di Carinzia concesse la terra a "Phuncina" (dal latino Pons Aeni, moderna Innsbruck) nel pagus del Nordgau nella contea di Engildeo a un certo Gotahelm, il vassallo di Engildeo. 
Nell'anno 895 gli Annales Fuldenses registrano che il prefetto della marca di Baviera Engildeo (Engildieo marchensis Baioariorum) fu privato dei suoi benefici ecclesiastici e rimosso dall'incarico, sostituito da Liutpoldo. Allo stesso tempo l'annalista registra che Ildegarda, figlia di Ludovico III il Giovane, fu accusata di tradimento verso il re Arnolfo e privata dei suoi benefici (publicis honoribus). Il 5 maggio di quell'anno Arnolfo intervenne per restituire alcuni terreni ingiustamente presi da Megingaudo, un vassallo del vescovo di Eichstätt Erchenbaldo, da Engildeo e Ildegarda. Il fatto che questi ultimi due agissero di concerto nello stesso momento in cui erano entrambi privi di cariche pubbliche in Baviera suggerisce che fossero alleati contro gli interessi del re. Forse erano parenti, forse erano impegnati in una relazione. L'azione del re fu giustificata dal "giudizio di Franchi, Bavaresi, Sassoni e Alemanni". 